# Johann Wenzel von Zastrow
Johann Wenzel von Zastrow (* 11. Dezember 1717; † 24. April 1773 in Gräditz bei Posen) war preußischer Generalmajor.

## Familie
Johann Wenzel entstammte der Familie Zastrow und war ein Sohn des königlich polnischen Majors George Berend von Zastrow († 1758) und der Ernestine Charlotte Anna Hedwig von Jannewitz aus dem Hause Volschar. Er war seit 1763 mit Charlotte Wilhelmine von Lehwald (1715–1795) vermählt.

## Leben
Zastrow diente von Jugend an bei den Dragonern, wurde 1741 Leutnant, 1756 Stabshauptmann, 1757 Major und 1759 Oberst. In diesem Rang wurde Zastrow 1761 Chef des Dragonerregimentes Nr. 1 und schließlich, 1764 zum Generalmajor befördert.
Er zeichnete sich in der Schlacht bei Kolin aus, woraufhin er vom König mit dem Orden Pour le Mérite ausgezeichnet wurde.
Zastrow war Amtshauptmann von Stolp (1766) und Oletzko (1768) sowie Erbherr auf Groß- und Klein Tippeln in Ostpreußen.